# باغ زال زینل‌خانی
باغ زال زینل‌خانی یک منطقهٔ مسکونی در ایران است که در دهستان خبر (بافت) واقع شده‌است.